# 留萌市立高等学校
留萌市立高等学校（るもいしりつこうとうがっこう）は、かつて北海道留萌市千鳥町一丁目にあった普通科の公立高等学校。
留萌地方の進学率を向上させるために道立高校の間口増を陳情していたが受け入れられず、町が設立。昭和20年代には男子体操で道内に敵なしとなる。
しかし市内西内陸部の大和田炭鉱、中央北部の豊平炭鉱の廃鉱に伴い失業者対策、商店街の保護のため財政支出が硬直したこと、道立留萌高等学校の定員増、道立沼田高等学校の定員増に伴う留萌炭鉱地区からの通学生の減少、鬼鹿高等学校に本郷分校ができたことによる天塩炭鉱方面からの通学生の減少などの理由により、1956年（昭和31年）に廃校になった。

## 沿革
- 1942年（昭和17年） - 旧制留萌町立中学校として開校
- 1949年（昭和24年） - 学制改革により新制留萌市立高等学校となる
- 1956年（昭和31年） - 道立移管と共に定時制に転換、北海道留萌高等学校定時制に編入される